# Jüdischer Friedhof (Heinsberg, neuer Friedhof)

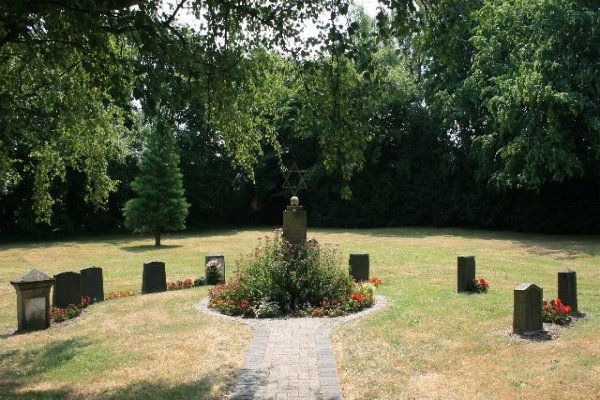
Jüdischer Friedhof in Heinsberg

Der neue Jüdische Friedhof Heinsberg befindet sich in Heinsberg im Kreis Heinsberg (Nordrhein-Westfalen).
Auf dem jüdischen Friedhof, der von etwa 1800 bis 1938 belegt wurde, sind noch zwölf Grabsteine (Mazewot) vorhanden. Der Begräbnisplatz liegt an Einmündung der Erzbischof-Phillipp-Straße in die Linderner Straße. Dort sind elf Grabsteine im Halbkreis um einen Gedenkstein herum aufgestellt, der zwölfte Stein steht am Eingang.
Der Begräbnisplatz wurde am 28. Mai 2008 unter der Nummer 121 in die Denkmalliste der Stadt Heinsberg eingetragen.